# V-Mann
En Allemagne, un V-Mann (Vertrauensmann, V-Person, V-Frau, V-Leute abrégé VP, en Autriche également Konfident) est, au Service fédéral de renseignement, un confident privé dont la coopération régulière et à long terme en tant que source humaine auprès de la police, d'un service de presse ou des douanes, en collectant dans cette fonction des informations présentant un intérêt pour le client concerné, y compris des données personnelles[pas clair]. En exploitant la confiance, un V-Person peut avoir l'occasion de recevoir des informations dans des conversations et des situations privées et, si nécessaire, les enregistrer ou les filmer.
Le V-Person agit souvent dans des organisations politiquement extrémistes ou criminelles ainsi que dans des milieux soupçonnés d'être criminels, comme le milieu de la drogue ou dans celui de la prostitution.

## Voir également
- Espionnage

## Littérature
- Anna Luise Decker, Der V-Manneinsatz durch Polizei und Verfassungsschutz, Berlin, Peter Lang, 2018 (ISBN 978-3-631-76697-2)
- Jan-Hendrik Dietrich, Geheime Mitarbeiter der Nachrichtendienste, in :Jan-Hendrik Dietrich, Sven-R. Eiffler (Hrsg.): Handbuch des Rechts der Nachrichtendienste. Boorberg, Stuttgart 2017,  (ISBN 978-3-415-05921-4), p. 1017–1093.
- Schleswig-Holstein: Richtlinien über die Inanspruchnahme von Informantinnen und Informanten und den Einsatz von Vertrauenspersonen (V-Personen) im Rahmen der Strafverfolgung
- Brandenburg: Inanspruchnahme von Informanten, Einsatz von V-Personen und Verdeckten Ermittlern. Gemeinsamer Runderlass des Ministeriums der Justiz (4110 – III. 15) und des Ministeriums des Innern (IV/2 - 2701) vom 21. Februar 1994
- Klaus Detter (PDF; 118 kB): Einige Gedanken zu audiovisueller Vernehmung, V-Mann in der Hauptverhandlung und der Entscheidung des Bundesgerichtshofs in der Sache El Motassadeq
- Volker Krey (PDF; 127 kB): Kriminalitätsbekämpfung um jeden Preis? – Zur kontinuierlichen Ausweitung des Bereichs verdeckter Ermittlungen.